# 加利福尼亞州議會大廈
加利福尼亞州議會大廈位於美國加利福尼亞州的首府沙加緬度，是加利福尼亞州州長辦公室及加利福尼亞州議會所在地，是於1861年起開始建造至1874年完工，此棟建築物亦被列為美國國家歷史地點登記上。

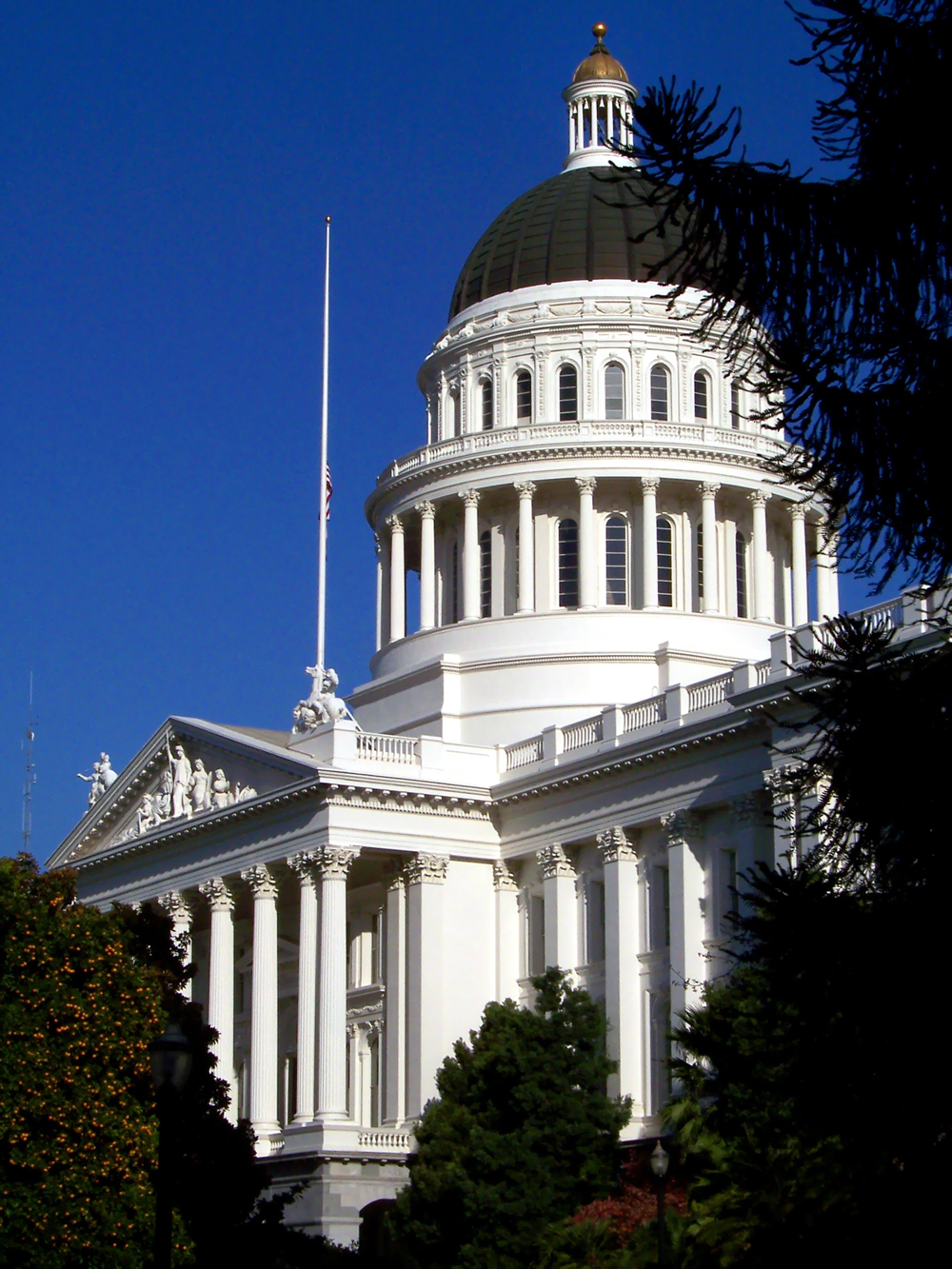
加利福尼亞州議會大廈側面。

## 外部連結
- California State Capitol Museum
- California State Capitol Pictures（页面存档备份，存于）